# Crateranthus
Crateranthus é um género de planta lenhosa da família Lecythidaceae.
Este género contém as seguintes espécies:
- Crateranthus talbotii